# Communauté de communes du Bouzonvillois
Die Communauté de communes du Bouzonvillois ist ein ehemaliger französischer Gemeindeverband mit der Rechtsform einer Communauté de communes im Département Moselle in der Region Grand Est. Sie wurde am 31. Dezember 2004 gegründet und umfasste 21 Gemeinden. Der Verwaltungssitz befand sich im Ort Bouzonville.

## Historische Entwicklung
Mit Wirkung vom 1. Januar 2017 fusionierte der Gemeindeverband mit der Communauté de communes des Trois Frontières und bildete die Nachfolgeorganisation Communauté de communes Bouzonvillois-Trois Frontières.

## Ehemalige Mitgliedsgemeinden
1. Alzing
2. Anzeling
3. Bibiche
4. Bouzonville
5. Brettnach
6. Chémery-les-Deux
7. Colmen
8. Dalstein
9. Ébersviller
10. Filstroff
11. Freistroff
12. Guerstling
13. Heining-lès-Bouzonville
14. Hestroff
15. Holling
16. Menskirch
17. Neunkirchen-lès-Bouzonville
18. Rémelfang
19. Saint-François-Lacroix
20. Schwerdorff
21. Vaudreching